# Campyloneurus insulicolus
Campyloneurus insulicolus är en stekelart som beskrevs av Cameron 1911. Campyloneurus insulicolus ingår i släktet Campyloneurus och familjen bracksteklar. Inga underarter finns listade.